# Iron City (Géorgie)
Pour les articles homonymes, voir Iron City.
Iron City est une municipalité américaine située dans le comté de Seminole en Géorgie.
Iron City devient une municipalité le 1er janvier 1900.

## Démographie
| 1910 | 1920 | 1930 | 1940 | 1950 | 1960 |
| ---- | ---- | ---- | ---- | ---- | ---- |
| 459  | 496  | 300  | 289  | 293  | 298  |

| 1970 | 1980 | 1990 | 2000 | 2010 | - |
| ---- | ---- | ---- | ---- | ---- | - |
| 351  | 367  | 503  | 321  | 310  | - |

Selon le recensement de 2010, Iron City compte 310 habitants. La municipalité s'étend sur 0,80 mille carré (2,07 km2).